# Phare de Punta Cavazzi
Le phare de Punta Cavazzi (en italien :Faro di Punta Cavazzi) est un phare situé sur l'île d'Ustica, dans la commune d'Ustica en mer Tyrrhénienne, dans la province de Palerme (Sicile), en Italie.

## Histoire
Le phare est localisé sur un promontoire raide à l'extrémité sud-ouest de l'île d'Ustica, au large de Palerme. Il est automatisé et il est géré par la Marina militare. 
En 2015 la Marine a offert un bail à long terme pour la restauration de la station légère et le développement touristique du site. 

## Description
Le phare  se compose d'une tour cylindrique de 28 m de haut, avec galerie et lanterne attachée à une maison de gardiens d'un étage. Le bâtiment est peint en blanc et le dôme de la lanterne est gris métallisé. Il émet, à une hauteur focale de 40 m, quatre éclats blancs et rouge, selon secteurs, toutes les 12 secondes. Sa portée est de 16 milles nautiques (environ 30 km).
Identifiant : ARLHS : ITA-125 ; EF-3194 - Amirauté : E2000 - NGA : 9964 .

## Caractéristiques dufeu maritime
Fréquence : 12 secondes (W)
- Lumière : 1 seconde
- Obscurité : 1 seconde
- Lumière : 1 seconde
- Obscurité : 1 seconde
- Lumière : 1 seconde
- Obscurité : 1 seconde
- Lumière : 1 seconde
- Obscurité : 5 secondes

|                              |
| Île d'Usticea (localisation) |

|  |
|  |

### Lien connexe
- Liste des phares de la Sicile